# Ahouanou
Ahouanou este o comună din regiunea Lagunes, Coasta de Fildeș.